# Type 80 (pistolet)
Pour les articles homonymes, voir Type 80.
Le Type 80 est un pistolet-mitrailleur fabriqué par Norinco.